# Рудно-Косіли
Рудно-Косіли (пол. Rudno-Kosiły) — село в Польщі, у гміні Кшиновлоґа-Мала Пшасниського повіту Мазовецького воєводства.
Населення — 54 особи (2011).
У 1975-1998 роках село належало до Остроленцького воєводства.

## Демографія
Демографічна структура станом на 31 березня 2011 року:
|          | Загалом | Допрацездатний вік | Працездатний вік | Постпрацездатний вік |
| -------- | ------- | ------------------ | ---------------- | -------------------- |
| Чоловіки | 26      | 4                  | 21               | 1                    |
| Жінки    | 28      | 7                  | 14               | 7                    |
| Разом    | 54      | 11                 | 35               | 8                    |